# Wilcza (Grande-Pologne)
Pour les articles homonymes, voir Wilcza.
Wilcza (prononciation : [ˈvilt͡ʂa]) est un village polonais de la gmina de Kotlin dans le powiat de Jarocin de la voïvodie de Grande-Pologne dans le centre-ouest de la Pologne.
Il se situe à environ 3 kilomètres au sud-ouest de Kotlin (siège de la gmina), à 10 kilomètres au sud-est de Jarocin (siège du powiat) et à 72 kilomètres au sud-est de Poznań (capitale régionale).

## Histoire
De 1975 à 1998, le village faisait partie du territoire de la voïvodie de Kalisz.

Depuis 1999, Wilcza est situé dans la voïvodie de Grande-Pologne.